# Desudaboides fuscomaculata
Desudaboides fuscomaculata är en insektsart som beskrevs av Musgrave 1927. Desudaboides fuscomaculata ingår i släktet Desudaboides och familjen lyktstritar. Inga underarter finns listade i Catalogue of Life.